# Bunde
 Der er for få eller ingen kildehenvisninger i denne artikel, hvilket er et problem. Du kan hjælpe ved at angive troværdige kilder til de påstande, som fremføres i artiklen.

Bunde er en kommune i Ostfriesland i Landkreis Leer i den tyske delstat Niedersachsen, med 7.509 indbyggere (2012). Den ligger i det historiske landskab Rheiderland, med grænsen til Holland mod vest, omkring 20 km syd for Emden, og 50 km øst for byen Groningen. Mod nordvest ligger kommunen ud til Dollart, en bugt af Nordsøen.
Kommunen Bunde består af dele der indtil 1. november 2001 var kommuner i amtet Samtgemeinde Bunde :
Bunde er en af de små enhedskommuner i Ostfriesland. De 7692 indbyggere lever på ca. 121 kvadratkilometer, som giver en befolkningstæthed på 62 per kvadratkilometer. Omkring halvdelen af indbyggerne (ca. 3900) lever i den navngivende hovedby. Bemærkelsesværdig er at ca. ni procent af indbyggerne er hollændere.
Wynhamster kolk er med sine 2,5 meter under havspejlet en af de dybeste steder i Tyskland. Området blev tørlagt i begyndelsen af det 19. århundrede, efter stormfloden i 1509 havde oversvømmet området. Store dele af kommunens område blev igen genvundet ved anlæggelsen af en kog.
Kommunen er erhvervsmæssigt præget af landbrug og turisme. Siden 1998 har kommunen været et statslig anerkendt kursted. Producerende virksomheder spiller en underordnet rolle. Bunde er en pendlerkommune, særlig til nabobyen Leer. De hollandske indbyggere pendler overvejende til nabolandet.
Til kommunens kulturelle arv tæller den reformerte korskirke i Bunde fra det 13. århundrede og Steinhaus Bunderhee, en senere udvidet borg fra det 14. århundrede og er dermed en af de ældste borganlæg i Ostfriesland. I de inddæmmede og drænede områder står der mange gamle store østfrisiske gårde.

## Erhvervs og infrastruktur
Bunde er præget af landbrug og turisme. Der er næsten ingen industri i kommunen. Ved siden af et erhvervsområde i Bunde er der efter bygningen af A 280 i 1990erne er der også opstået et erhvervsområde ved tilslutningsrampen Bunde-West i nærheden af den hollandske grænse, hvor flere små industrifirmaer har etableret sig. I hovedbyen Bunde befinder servicefagene sig.
På kommunens område befinder der sig benzinstationer- og "Raststättenanlage Bunderneuland" for den hollandske motorvej Rijksweg 7.
Bunde er en pendler-kommune, der er ingen tal for ledigheden i kommunen. I Landkreis Leer var ledighedsprocenten i april 2018 på 5,7 procent.

### Firmaer
Sanitet-fabrikken Sani-Art har sit sæde i Bunde, ligesom transport- og logistikfirmaet Bödeker. I kommunen befinder der sig en afdeling af rensningsanlægsproducenten Biorock. Alle nævnte firmaer er hjemmehørende i erhvervsområdet Bunde-West. Der befinder der sig også flere afdelinger af hollandske firmaer. I bydelen Bunderhee er firmaet ENOVA med omkring 35 medarbejdere hjemmehørende, der har specialiseret sig i projektering af offshore-vindparker. Bunde er på grund af sin geografiske beliggenhed et knudepunkt i det tysk-hollandske gasledningsnet.

## Historie
Bunde blev første gang nævnt på skrift i 1428. På grund af sin forhøjede beliggenhed blev byen i slutningen af middelalderen også betegnet fra 1484 som Hogenbonne.
På en sandhøj i Bunde har man fundet Artefakter fra stenalderen. 1992 fandt man en økse fra den ældre stenalder, fremstillet af et gevir. På kommunens område er der også fundet potteskår fra Romerriget. Kultiveringen af den nuværende kommunes område er først begyndt i senmiddelalderen.
På grund af Bundes beliggenhed på en gestryg blev Bunde forskånet for middelalderens store stormfloder, som halvdelen af Rheiderland blev offer for. Gennem sin sikre beliggenhed og sin position som grænseby til Holland ved en vigtig vest-øst trafikvej, som forbandt Groningen med Oldenburg, var Bunde en vigtig handelsby i middelalderen. Det store langskib fra omkring år 1200 på Korskirken er et bevis på at byen havde en vis betydning.
I høj- og senmiddelalderen opstod vejlandsbyerne Bunderhee, Wymeer og Boen, som grundlagdes på grund af de geologiske forhold; bosætterne fandt en gest og lavmose, som forløb omtrent i den nordlige og sydlige retning. For at gøre mosen brugbar, opgravedes parallelle afvandingskanaler. Den enkelte bosætter havde derved ret til en stribe mose i en tidligere aftalt bredde, som han i dens længde koloniserede, indtil han stødte på en naturlig forhindring eller ramte en anden kolonists stribe. Dog kunne den lange stribe begrænses af den daværende tekniks muligheder. Udnyttelsen af moserne begrænsede sig i første omgang til randzonerne. Resultatet af denne proces var vejlandsbyerne med deres lange udstrækning. Den middelalderlige mosekolonisation sluttede sandsynligvis i begyndelsen af det 14. århundrede.
Den Store Manddrukning i 1362, førte til at 50 landsbyer blev ødelagt af vandmasserne fra Dollart. Man har ved senere inddæmninger, genvundet noget af det tabte land, hvilket samtidig har formindsket Dollarts størrelse. Fra 14. til begyndelsen af det 16. århundrede blev Bunde i omkring 200 år til en vigtig havneby, som Bundes våben med tremasteren henviser til. Havnens præcise placering er ikke sikker; forskellige steder kan komme i betragtning: Katjedeep, eller Steinhaus Bunderhee. Nævnt bliver også silen (sluse) Tjücher Siel, hvor diget Oll Diek begynder. Stormfloderne tvang indbyggerne i bydelene Boen og Wymeer, at flytte deres bebyggelser mod syd til et højere terræn.
I det 14. og 15. århundrede regerede forskellige høvdinge, som man endnu kan finde dokumenteret på gravstene inde i kirken "Die Evangelisch-reformierte Kirche zu Bunde". 1391 nævnes Okkel Noneka. Indtil begyndelsen af det 15. århundrede befandt Bunde sig under Groninger Ommelandes indflydelse. Da slægten tom Broks herskab fra 1400 ophørte, blev Bunde indtil 1427 regeret af Keno II. tom Brok. Efter nedkæmpelsen af tom Broks i 1427 fik de lokale høvdinge igen magten. 1443 til 1471 regerede høvdingerne Luwert Saninga og Wiard Memminga i Bunde. Høvdingesædet var borgen i Börgerland, i den vestlige del af Bunde, hvor der ikke mere findes nogen overjordiske rester, men der er kun bevaret en høj med borggrave. En anden høvdingeborg var Steinhaus Bunderhee, bygget omkring 1400 og udvidet fra 1712 til 1735. Som en af de få høvdingeborge af den slags som er tilbage er den bevaret i nutiden. Borgen ligger 2 km nordøst for Bunde.
1464 blev Rheiderland en del af Grevskabet Østfrisland. Da grev Edzard 1. af Østfrislande går imod Holland, overfaldt Groningen i 1501 Bunde og brandskattede byen og kirken. I 1520erne blev Bunde evangelisk-reformiert.
I årene 1509 til 1511 blev Bunde ramt af tre stormfloder som oversvømmede en stor del af den nuværende kommune. Enkelte beboede øer i Dollart som Jarden og Blinke blev ikke oversvømmet og blev senere ved krigeriske overfald tilflugtssteder for Bundes indbyggere. Kort tid efter disse store stormfloder blev der iværksat forskellige foranstaltninger for indvinde nyt land bugten Dollart blev efterhånden inddiget
I det videre forløb af det 16. århundrede blev Bunde ramt af flere pestepidemier med mange døde. Som følge af den spansk-hollandske krig overfaldt hertug Fernando Álvarez de Toledo Rheiderland og plyndrede Bunde, kort før han sejrede i Slaget ved Jemmingen i juli 1568.
I Trediveårskrigen var Ostfriesland ikke udsat for kamphandlinger, men blev benyttet af tropperne som hvileområde. Tre gange - 1622–1624, 1627–1631 og 1637–1651 trak fremmede tropper gennem Ostfriesland, derunder led Bunde området også.
Fra 1605 til 1792 blev der inddiget tilsammen 936 hektar i Bunde området. Der har været flere stridigheder mellem greverne og bønderne om ejerskabet til det nye indvundne land. Først omkring 1705, gav greven bønderne dem retten til selv at eje jorden.
Da slægten Cirksena uddøde i 1744, blev Ostfriesland en del af Preussen. Mens Bunde indtil det 17. århundrede hovedsageligt var præget af landbruget, bosatte håndværkerne sig i sammenhæng med indvindingen de nye landområder. I år 1757 var der i Bunde 1076 indbyggere. Af dem var 16 gårdejere, 150 landarbejdere, 82 fattige, 100 håndværkere, derunder 14 købmænd, 11 skræddere, 8 tømrere, 7 bagere, 6 smede og vognmænd og 5 kromænd og vævere.
Under Syvårskrigen (1756–1763) blev Bunde 1757 og 1761 besat af franske tropper. Besætterne forlangte naturallier og penge
1752 opstod Neue Bunder Polder (Königspolder). Den preussiske stat solgte det nyinddigede land for 240.000 Reichstaler til interesserede. Tilflytterne var blandt andre hollandske bønder, men også fra andre østfrissiske byer. Det frugtbare land gjorde at mange af bønderne efter en kort tid blev velhavende.
Fra den 3. til 5. februar 1825 som førte til det 30 år før inddigede Heinitzpolder blev oversvømmet. Det varede mange år før digerne var repareret.
Fra 1840 til 1845 den gennemgående landevej fra Leer via Weener og Bunde til Neuschanz anlagt.
Bunde var fra 1858 et af de østfrissiske centre for den "altreformierten" tro, som udgik fra Holland, hvor den Reformerte kirke blev delt i to.
1876 blev Bunde tilsluttet jernbanestrækningen fra Ihrhove over Weener til Neuschanz, som allerede i 1868 blev forbundet med Groningen.
De allerede i det 19. århundrede vedvarende sociale og økonomiske modsætninger i de inddigede områder med rige storbønder og fattige landarbejdere var også i begyndelsen af det 20. århundrede ikke blevet bedre. Det førte til at der i 1907 blev dannet en kristelig arbejderforening.
Omkring år 1900 opstod der mejerier i Bunde, Bunderhee og Wymeer, som ikke er i drift i nutiden. 1906 grundlagde to gårdejere en konservesfabrik i Bunde. Fra en årsproduktion på 150 tons ærter og bønner, var årsomsætningen omkring 1939 steget til 4500 tons grøntsagskonserves. Den østfrisiske konservesfabrik havde da produktionen var på sit højeste omkring 200 ansatte. 1981 blev produktionen indstillet.
1919 om der i Bunde til uroligheder, da arbejderne på grund af sult og varemangel strejfede plyndrende gennem kommunen. Nogen af indbyggerne i de ramte bydele reagerede mod plyndringerne ved at oprette borgerværn. Den 12. blev der i Bunde grundlagt en afdeling af SPD, som hurtigt fik 200 medlemmer og blev til en stærk politisk kraft.
Pastor Arnold Wilhelm Nordbeck opnåede ved forhandlinger med grundejerne i 1922, at et cirka 38 hektar stort areal kunne stilles til rådighed for almennyttigt boligbyggeri. Der kunne landarbejderne bygge små huse med haver til. Bebyggelsen blev kaldt Nordbeck-Siedlung og bærer også i nutiden navnet.
Nationalsocialisterne var siden slutningen af 1920erne aktive i Rheiderland, deres første møde i Bunde fandt sted i 1929.En gårdejer i Bunderneuland stillede en lade til rådighed for partiforeningen. En SA-Gruppe for Rheiderland blev dannet i 1930. Den bestod oprindelig af 11, 1931 af 40 medlemmer. Der kom i Bunde til voldelige sammenstød med socialdemokrater og kommunister, som ofte endte i en retssag. Også Hitlerjugend etablerede sig, den første afdeling i Bunde blev grundlagt 1930t. I bydelen Bunderneuland opnåede NSDAP ved Rigsdags-og Rigspræsident-valget i 1932 en stemmeandel på mere end 70 procent.
Ved valget i marts 1933 opnåede nationalsocialisterne i Rheiderland flertallet. Forfølgelsen af socialdemokrater og kommunister begyndte. Den 17. marts 1933 blev tre kommunister arresteret. Den 3. maj 1933 fik tre andre kommunister fra Bunde "beskyttelsesarrest" og anbragt i KZ Börgermoor i slutningen af juli. En af dem, Kurt Bluhm, blev der i 10 år. Den socialdemokratiske partiafdeling i Bunde med cirka 200 medlemmer blev i juni 1933 opløst.
I løbet af den preussiske kredsreform blev "Landkreis Weener" nedlagt og indlemmet i "Landkreis Leer" og Bunde hører nu sammen med hele Rheiderland til "Landkreis Leer".
Efter nazisternes Machtergreifung 30. Januar 1933 førte det også i Bunde til Gleichschaltung (ensretning) af foreninger og forbund og det offentlige liv.
Kommunens jøder, der overvejende var koncentreret i Bunde, blev efterhånden udsat for forfølgelser. Der er kun overleveret få solidaritetserklæringer fra ikke-jødiske tyskere. En undtagelse var to byrådsmedlemmer fra Boen. De nægtede at ikke mere i fremtiden at handle med jødiske kreaturhandlere og blev af den grund smidt ud af byrådet. Efter 1933 forlod de første jøder Bunde, der i 1925 med 70 personer udgjorde 3,5 procent af kommunens indbyggere. Gudstjenesten blev ikke mere muligt, efter at synagogen omkring 1937 blev lukket. Under Krystalnatten den 9. november 1938 blev alle jøder i Bunde arresteret, de fleste af dem blev dog løsladt dagen efter. To af dem blev sammen med omkring 1000 andre jøder fra det samlede nordvesttyske område transporterer til KZ Sachsenhausen. I september 1939 levede der kun en jødisk familie i Bunde. Med deres deportation den 19. juli 1942 til koncentrationslejren Theresienstadt endte den jødiske menighed i Bunde.
Under 2. verdenskrig bestod det nuværende kommuneområde af flere fangelejre. Hollændere som boede i nærheden af grænsen blev ligesom deporterede østeuropæere indsat som tvangsarbejdere. I Boen og Wymeer var der lejre med i alt 100 franske krigsfanger. Franske og belgiske fanger blev endnu mens de allierede tropper rykkede frem tvunget til at arbejde, hvorved der skulle have forekommet mishandlinger.
Bunde var den første østfrisiske kommune, som i april 1945 blev erobret af canadiske og polske tropper. Flere huse og gårde blev beskudt og delvist ødelagt under et artilleriangreb. Antallet af døde var dog lavt. Ødelagt blev for eksempel møllen i Ditzumerverlaat, som efter en fuldtræffer brændte ned til grunden. I Wymeer blev toldhuset, et hus og en lade ødelagt på det tidligere kloster Dünebroek.
Efter 2. verdenskrig var Rheiderland en del af den britiske besættelseszone og tilhører siden 1946 til delstaten Niedersachsen.
I det nuværende kommuneområde blev der efter 2. verdenskrig registreret mange flygtninge fra de tyske østområder. I 1950 var 22,6 procent af Bundes indbyggere flygtninge.

## Kirkerne i Bunde
Kirken "Die Evangelisch-reformierte Kirche zu Bunde" er en korskirke fra det 13. århundrede. Mursterstenskirken består af tre byggedele, et romansk langhus (omkring 1200), en østdel (omkring 1270) i romansk-gotisk stil og et klassisk vesttårn fra 1840. Den arkitektoniske betydende kirke er i løbet af århundrederne blevet ombygget mange gange. Kirken bar oprindelig navnet „St. Martin“, fordi den var viet til den hellige Sankt Martin.
Døbefonten fra 1651 er af lyse sandsten. En ottekantet pokal hviler på en firehjørnet fod og bærer en messingskål med et låg. Den sekskantede barokke prædikestol fra 1720 har en overdimensionere lydhimmel.
"Evangelisch-altreformierte Kirche" i Bunde, bygget i 1965 er en kirke i den klassiske-modernistiske stil, der bliver afsluttet af et sadeltag. På det vestlige hjørne er der rejst et højt klokketårn med et fladt saddeltag, der også er kirkens indgang. En lille flad tilbygning, der fungerer som trappehus og empore, forbinder klokketårnet med kirkeskibet. Klokken blev støbt i 1978 og vejer 873 kg. Kirkens spidse loft bæres af flere femkantede betonsøjler og er beklædt med træt. kirkeskibet ifølge den reformerte kirkes tradition enkelt indrettet og har ingen kors. Ved den sydvestlige side står orgelet, bygget 1979 af orgelværkstedet Alfred Führer i Wilhelmshaven. Prædikestolen med en trapezformet lydhimmel der er anbragt på den nordøstlige væg, hviler på en stensokkel. Til højre for den står en læsepult af træ, foran prædikestolen står der en døbefont og et bord.
- Reformierte Kirche i Bunde
- Kirkens kirkeskib
- Kirkens prædikestol
- Kirkens døbefont
- Evangelisch-altreformierte Kirche" i Bunde
- Kirkerummet
- Kirkens døbefont
- Alfred Führer orgelet fra 1980

## Geografi
Kommunen Bunde ligger i Rheiderland, en af fire historiske landskaber i Landkreis Leer ved siden af Overledingerland, Moormerland og Lengenerland. Rheiderland er den eneste region i Østfrisland, som befinder til venstre for floden Ems. Kredsbyen Leer ligger cirka 13 kilometer nordøst for byen Bunde. Kommunen er den eneste i Ostfriesland, som har en fælles landgrænse med Holland. Den hollandske by Bad Nieuweschans i provinsen Groningen er naboen mod vest. I nordvest begrænses kommunen af havbugten Dollart, der er en del af Nationalpark Niedersächsisches Wattenmeer. På grund af beliggenheden ved den grænsen ligger den næste større by Groningen47 kilometer mod vest i Holland. Den nærmeste tyske større by ligger 64 kilometer mød øst.
Rheiderland med Bunde ligger indenfor Ostfrisland temmelig isoleret, da floden Ems afgrænser resten af den befolkningstætte økonomiske stærkere region.
| Bydel     | Indbyggere | Areal (km²) | Kort |
| --------- | ---------- | ----------- | ---- |
| Boen      | 461        | 8,81        |      |
| Bunde     | 3.885      | 19,69       |      |
| Bunderhee | 598        | 16,17       |      |
| Dollart   | 1.285      | 53,40       |      |
| Wymeer    | 1.351      | 22,96       |      |
| I alt     | 7.580      | 121,03      |      |